# گو دوکمو
این یک نام کره‌ای است؛ نام خانوادگی گو است.
گو دوکمو (کره‌ای: 고덕무; هانجا: 高德武)، (؟ ~ ۶۹۹) سومین پسر   بوجانگ آخرین پادشاه گوگوریو و بیانگذار دودمان گوگوریو کوچک در سال ۶۹۹ میلادی بو‏دکه به دلیل تصرف گوگوریو توسط سلسله تانگ و متحدانش حکومت به او نرسید. او پس از بردن به تانگ، به عنوان فرماندار استان آندونگ منصوب شد و بر لیائودونگ حکومت کرد.

## زندگی
گفته می شود که گو دوکمو در سال ۶۶۹ یا ۶۶۲ میلادی به عنوان سومین پسر پادشاه بوجانگ به دنیا آمد. هنگامی که گوگوریو درسال ۶۶۸ سقوط کرد، او را به لوئویانگ تانگ بردند. با این حال زمانی که شیلا دودمان تانگ را در جنگ شیلا–تانگ شکست داد، سلسله تانگ نفوذ خود را در شبه جزیره کره از دست داد و دولت استانی آنجین را به لیائودونگ منتقل کرد و کنترل تانگ را به منطقه لیائودونگ محدود کرد. ملکه وو زتیان، آندونگ دوهوبو از لیائودونگ را به آندونگ دودوگبو در سال ۶۹۹ میلادی تنزل داد، و سپس گو دوکمو را به حاکمیت آندونگ دودوگبو منصوب کرد.